# Alex ochracea
Alex ochracea es una especie de polilla de la familia Geometridae, descrita por primera vez por Louis Beethoven Prout en 1916 con distribución en la isla Célebes.

## Descripción
Tiene gran parecido a Alex palparia de la cual se ha considerado casi una subespecie, salvo que las pectinaciones antenales son considerablemente más largas. La ausencia de borde costal amarillo en el ala posterior, la continuación de la línea del ala posterior hasta el borde costal, la menor presencia de amarillo en la parte inferior de las alas y otras características la distinguen fácilmente. La línea oblicua transversal de las alas siempre está bien desarrollada. El ala posterior es, en promedio, menos abultada en el centro que en la A. palparia, y la mitad distal del fleco no está oscurecida.